# IRQL (Windows)
Interrupt Request Level (IRQL) とは、コンピュータハードウェアによるすべての割り込み要求に与えられる優先度のことである。たとえばもしハードディスクドライブが割り込み要求を発生させ、USBプリンタといったほかのデバイスも割り込み要求を発生させると、2つの割り込みは同時に処理することができない。IRQLはどの割り込みをはじめに処理するかを決めるのに使われる。この例でいえば、ハードディスクドライブの割り込みはプリンタよりも高い優先度を必要とする。
IRQLの優先度を高くする基準はオペレーティングシステムにより決定され、重要なデバイスに高い優先度を割り当てる。たとえば、ゲームパッドとハードディスクドライブが同時に割り込み要求を発生させると、ハードディスクドライブはオペレーティングシステムやアプリケーションソフトウェアに必要な情報を含んでいるので、オペレーティングシステムはハードディスクドライブにより高い優先度を割り当てる。もしもハードディスクドライブの要求が遅れてしまえば、多くのアプリケーションソフトウェアやオペレーティングシステムの動作が遅くなってしまう。